# Hymenophyllum molle
Hymenophyllum molle là một loài dương xỉ trong họ Hymenophyllaceae. Loài này được C.V. Morton mô tả khoa học đầu tiên năm 1947.